# 北美猎豹
北美猎豹（学名：Miracinonyx）是已絕種的史前貓科动物，生活在更新世（2百6十萬年前至 11,000 年前）的北美洲，外型上十分類似現存於非洲與亞洲的獵豹。原本只能从它们留下的一些化石碎片来了解这种动物，然而之後在美國懷俄明州北部的Natural Trap Cave中發現了幾乎完整的全身骨架。北美猎豹不是真正的猎豹，它们与现存的猎豹不是一个类别的猫科动物。现存的猎豹属于獵豹屬，而北美猎豹則屬於北美獵豹屬。
根据发现的化石把北美猎豹分成两种，一种叫杜氏猎豹(M. trumani), 另一种叫意外北美猎豹(M. inexpectatus)。有人认为还有第三种北美猎豹：斯氏北美猎豹(M. studeri)。 杜氏北美猎豹的外形与现存猎豹最为相似。它们生活在北美西部的大草原和平原地带，以有蹄动物为食，比如叉角羚。事实上，叉角羚出众的奔跑速度正是适应北美猎豹捕食压力而进化出来的。北美猎豹于1万多年前灭绝后，叉角羚近100公里的时速在今天对付美洲狮和狼方面已经显得有点“过剩”了。

## 生態
杜氏北美猎豹和猎豹是趋同进化的好例子。北美和非洲有着相似的大草原环境。为了捕捉新出现的快速奔跑的有蹄动物，北美猎豹进化出了仅能部分伸缩的爪子，以便于高速奔跑时防滑。而这恰好跟猎豹类似：猎豹的爪子是彻底不能伸缩的。
意外北美猎豹外形上更类似于美洲狮。体形大小在杜氏北美猎豹和美洲狮之间。爪子可以自由伸缩，身躯纤细。速度很可能快于美洲狮。一般认为它比杜氏北美猎豹更擅长爬树。
两种北美猎豹构造上都酷似猎豹。它们吻部较短，鼻腔扩大以便于增加呼吸氧气的能力，腿细长善于奔跑。然而这些相似性是由于北美猎豹的生存环境和猎豹类似造成的。是趋同进化的结果，而不是源于共同祖先的结果。然而北美獵豹的體型大小較獵豹大，體長（不含尾巴）約 170 cm（67英寸），尾長約 92 cm（36英寸），肩高約 85 cm（33英寸），體重估計可達70（150磅），最大體型的個體體重可能可以超過 95（209磅）。近来通过粒線體DNA的分析表明杜氏北美猎豹系统发生上与美洲狮最接近。北美猎豹和美洲狮是在三百万年前由共同的祖先分化出来的。意外北美猎豹的进化地位还有些不清楚。不过它们可能比较接近早期的杜氏北美猎豹。